# Симбу, Альфонс
Альфонс Феликс Симбу (англ. Alphonce Felix Simbu, род. 14 февраля 1992 года) — танзанийский легкоатлет, бегун на длинные дистанции. 
На Всеафриканских играх 2011 года занял последнее 8-е место в беге на 10 000 метров.
Участник чемпионата мира по кроссу 2015 года, на котором занял 48-е место.
На Олимпийских играх 2016 года занял 5-е место в марафоне — 2:11.15.
Бронзовый призёр чемпионата мира по лёгкой атлетике 2017 — 2:09.51.
На Олимпийских играх 2020 года занял седьмое место в марафоне.
На Играх Содружества 2022 года завоевал серебро в марафоне с результатом 2:12:29, проиграв 1,5 минуты Виктору Киплангату из Уганды.

## Достижения
- 3-е место на марафоне озера Бива 2016 — 2:09.19
- 2-е место на полумарафоне Кёнджу 2014 — 1:02.50